# Guichón (município)
Guichón é um município uruguaio do departamento de Paysandú, a sudoeste do departamento. . Está situada a 82 km da cidade de Paysandú, capital do departamento .

## Toponímia
O nome do município vem da localidade sede - Guichón.

## História
Com a criação do segundo nível administrativo (Municípios do Uruguai - Lei Nº 18567), a maioria das localidades com mais 2.000 habitantes foi transformada em município. Pela Lei Nº 18.653 de 21 de março de 2013 foi instituído o município de Guichón, por iniciativa do departamento de Paysandú..
Quando foi criado o município, a localidade de Guichón agregou também outras oito localidades: Morató, Piñera, Merinos, Tres Árboles, Beisso, Tiatucurá, Cuchilla de Fuego e Termas de Almirón ..

## População
A localidade contava com uma população de 6.860 habitantes.
| Variação demográfica do município |
|                                   |

## Geografia
Guichón se situa próxima das seguintes localidades: ao norte, Federación, a oeste, Algorta, a sul, Paso de los Mellizos e a nordeste Cañada del Pueblo .

## Autoridades
A autoridade do município é o Conselho Municipal, sendo o alcalde ("prefeito") e quatro concejales
Alcaldes:
| Nº | Alcalde                 | Partido          | Inicio do mandato | Fim do mandato | Observações      |
| -- | ----------------------- | ---------------- | ----------------- | -------------- | ---------------- |
| 1  | María de Lourdes Suárez | Partido Nacional | julho de 2015     | 2020           | Alcaldesa eleita |
| 2  | Elsa Villalba           | Partido Nacional | 2020              | 2020           | Alcaldesa        |

## Geminação de cidades
O município de Guichón não possui acordos de geminação com outras cidades